# قلعه‌خدامروت
قلعه‌خدامروت، روستایی از توابع بخش مرکزی شهرستان روانسر در استان کرمانشاه ایران است.

## جمعیت
این روستا در دهستان زالوآب قرار دارد و براساس سرشماری مرکز آمار ایران در سال ۱۳۸۵، جمعیت آن ۱۲۵ نفر (۲۴خانوار) بوده‌است.